# Flimnap (kráter)

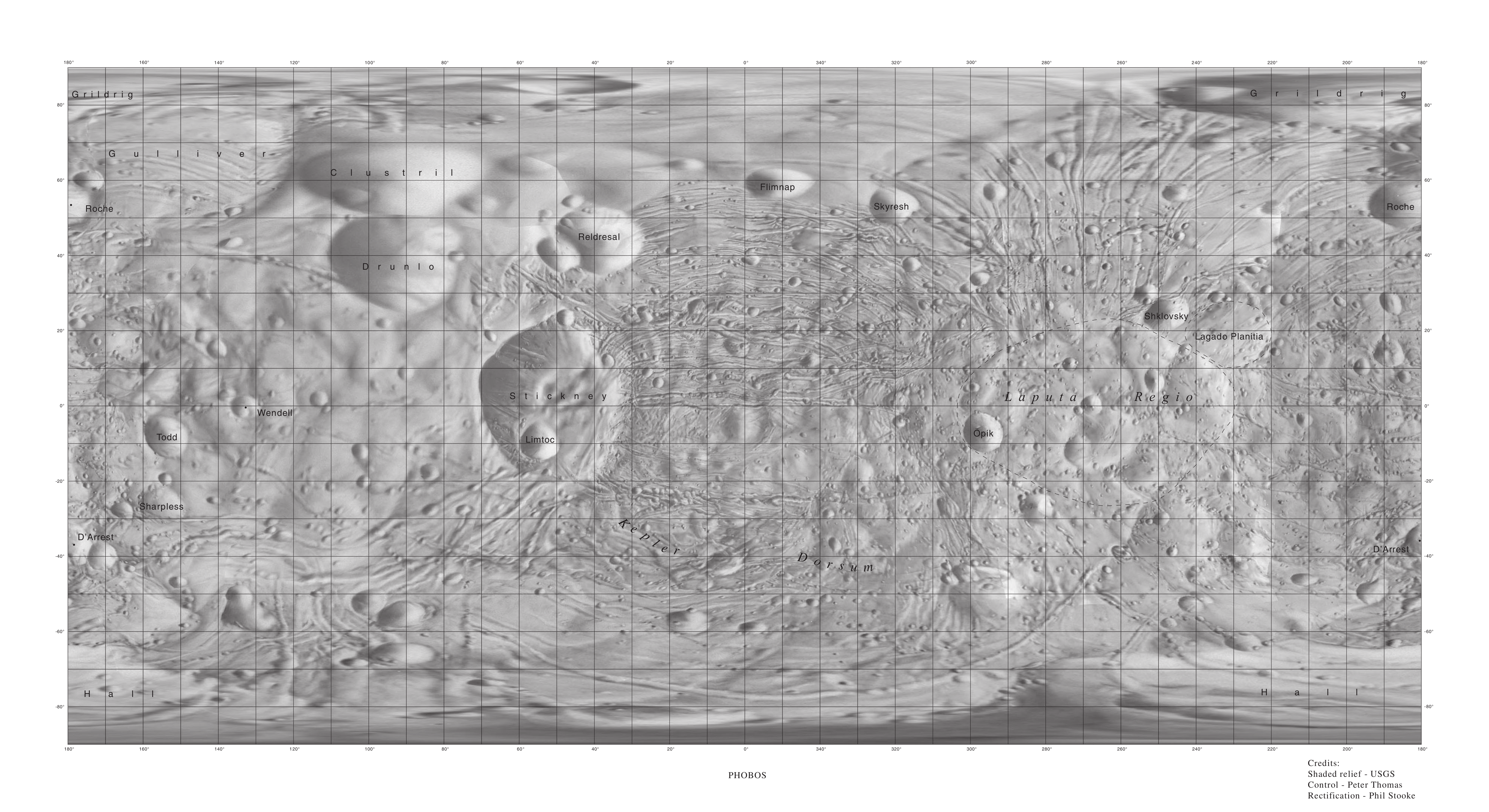
Kráter Flimnap na mapě Phobosu.

Flimnap je impaktní kráter na Phobosu, měsíci planety Mars. Jeho střední souřadnice činí 60° severní šířky a 350° západní délky, má průměr 1,5 kilometru. Je pojmenován Mezinárodní astronomickou unií po literární postavě z díla Gulliverovy cesty od Jonathana Swifta, který v něm předvídal existenci měsíců Marsu.
Jihozápadně leží kráter Reldresal, východně Skyresh.